# Vượn đen má hung Trung Bộ
Vượn đen má hung Trung Bộ, còn gọi là Vượn đen má vàng Bắc hay Vượn má vàng Bắc (danh pháp: Nomascus annamensis) là một loài vượn mới được phát hiện và công bố năm 2010, thuộc chi vượn mào đen Nomascus, họ Vượn Hylobatidae

## Mô tả
Loài vượn đen má hung Trung Bộ được mô tả là khá giống vượn đen má vàng Nam Nomascus gabriellae.
Con đực có màu lông đen và ít lông bạc, lông đen của chúng khi ra ánh sáng mặt trời lại có ánh bạc. Lông ngực màu nâu, lông dưới má hung vàng và mảng lông này không kéo dài lên phía trên mặt-khác với các loài vượn khác trong cùng chi. Con cái lông màu sáng hơn, màu da cam pha vàng be, có ít vệt đen trên đầu. Loài vượn đen má hung Trung Bộ phân biệt khá rõ với các loài vượn mào má sáng màu khác ở các đặc điểm tần số và nhịp độ phát âm thanh gọi bầy, cảnh báo kẻ địch xâm nhập lãnh địa.

## Phân bố
Vượn Nomascus annamensis được phát hiện thấy tại các vùng rừng mưa:
- Đông Dương: Việt Nam, Lào, Campuchia
- Nam Trung Quốc

## Tình trạng
Christian Roos cảnh báo các loài vượn mào Nomascus đều ở trong tình trạng nguy cấp hoặc cực kỳ nguy cấp với tổng cộng khoảng 20 cá thể.

## Hệ thống phân loài
- Bộ Linh trưởng Primates
  - Phân bộ Haplorrhini
    - Cận bộ Simiiformes
      - Tiểu bộ Khỉ mũi hẹp Catarrhini
        - Siêu họ Người Hominoidea
          - Họ Vượn Hylobatidae
            - Chi Hylobates
            - Chi Hoolock
            - Chi Symphalangus
            - Chi †Bunopithecus
            - Chi Vượn mào Nomascus
              - Loài Nomascus annamensis
              - Loài Nomascus concolor
                - Phân loài N. c. concolor
                - Phân loài N. c. lu

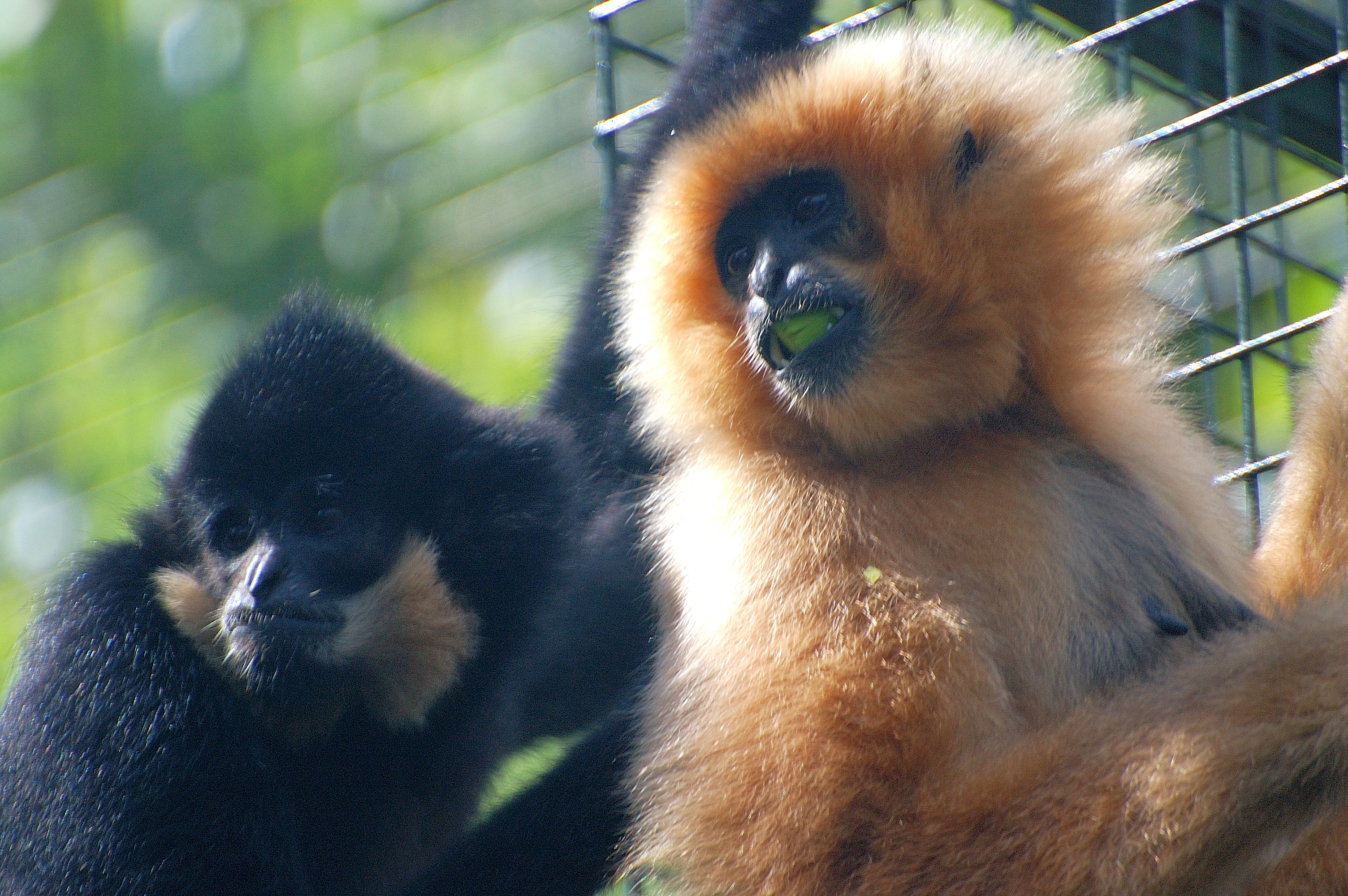
Vượn má vàng Nomascus gabriellae ở vườn thú Edinburgh, Scotland, loài cận chủng nhất với Vượn đen má hung Trung bộ. Con đực màu đen, con cái màu vàng

                - Phân loài N. c. jingdongensis
                - Phân loài N. c. furvogaster

              - Loài Nomascus nasutus
              - Loài Nomascus hainanus
              - Loài Nomascus leucogenys
              - Loài Nomascus siki
              - Loài Nomascus gabriellae